# Automatic for the People
Automatic for the People — восьмой студийный альбом американской рок-группы R.E.M., выпущенный 1992 году на Warner Bros. Records. С альбома вышло шесть синглов.

## Запись
Сразу же после выпуска альбома Out of Time группа приступила к записи нового диска. С начала июля 1991 года гитарист Питер Бак, басист Майк Миллз и барабанщик Билл Берри по нескольку раз в неделю встречались в студии для работы над новым материалом, ежемесячно беря недельный перерыв на отдых. Желая сделать альбом более тяжелым в звучании по сравнению с предыдущей работой, они сосредоточились на написании композиций в быстром роке, но песен в таком ключе получилось совсем немного.
Когда пришло время, чтобы сделать демо, музыканты записали их в стандартной конфигурации группы. По словам Бака, музыканты записали около 30 песен. Вокалист Майкл Стайп не присутствовал на обсуждениях демозаписи и получил готовый материал созданный коллегами по группе. В феврале R.E.M. сделали ещё один набор демозаписей.
Коллектив решил записать полные версии песен. Продюсер Скот Литт предложил записать аранжировку в Атланте, наложения записать в Нью-Йорке и Майами. После записи альбом был смикширован в Bad Animals Studio в Сиэтле.

## Релиз
Automatic for the People вышел в октябре 1992 года. В США, альбом достиг второго места в чарте Billboard 200, а в Великобритании альбом возглавил UK Albums Chart. Диск стал четырежды платиновым в США, шесть раз платиновым в Великобритании. По данным Nielsen SoundScan в Соединенных Штатах Automatic for the People было продано более 3,5 млн экземпляров.
С диска было выпущено шесть синглов : «Drive», «Man on the Moon», «The Sidewinder Sleeps Tonite», «Everybody Hurts», «Nightswimming», и «Find the River». «Drive» был первым и ведущим синглом альбома. Он достиг 28 позиции в Billboard Hot 100.
В 2005 году вышла переизданная версия Automatic for the People, состоящая из CD и DVD и большого буклета, посвященного альбому.

## Музыка и слова
Питер Бак взял на себя инициативу, предлагая новое направление для альбома. Главными темами альбома являются потери и расставания. Самой пронзительной композицией является рок-баллада «Everybody Hurts». Композиция пропитана грустью, созданной протяжным мягким вокалом Майкла Стайпа в аккомпанементе гитары. В треке «Drive» можно отметить сильное влияние кантри и блюза. Во всех композициях главным музыкальным инструментом является гитара.

## Список композиций
1. «Drive» — 4:31
2. «Try Not to Breathe» — 3:50
3. «The Sidewinder Sleeps Tonite» — 4:06
4. «Everybody Hurts» — 5:17
5. «New Orleans Instrumental No. 1» — 2:13
6. «Sweetness Follows» — 4:19
7. «Monty Got a Raw Deal» — 3:17
8. «Ignoreland» — 4:24
9. «Star Me Kitten» — 3:15
10. «Man on the Moon» — 5:13
11. «Nightswimming» — 4:16
12. «Find the River[англ.]» — 3:50

## Участники записи
R.E.M.:
- Майкл Стайп — вокал
- Питер Бак — акустическая гитара, электрогитара, мандолина
- Майк Миллз — бас-гитара, фортепиано
- Билл Берри — ударные, перкуссия, бэк-вокал, клавишные

## Позиции в хит-парадах
| Чарт (1992)                    | Позиция |
| ------------------------------ | ------- |
| Australian ARIA Albums Chart   | 2       |
| Austrian Albums Chart          | 3       |
| Canadian RPM100                | 4       |
| German Albums Chart            | 2       |
| Norwegian Albums Chart         | 4       |
| Swiss Albums Top 100           | 3       |
| UK Albums Chart                | 1       |
| U.S. Billboard 200             | 2       |
| Чарты (1993)                   | Позиция |
| Netherlands Mega Album Top 100 | 2       |
| Swedish Albums Chart           | 7       |

| Чарт (1990-е)        | Позиция |
| -------------------- | ------- |
| Великобритания (OCC) | 16      |